# Stadtkyll
Stadtkyll település Németországban, Rajna-vidék-Pfalz tartományban. Lakosainak száma 1518 fő (2023. december 31.).

## Népesség
A település népességének változása:
| Lakosok száma | 1108 | 1522 | 1515 | 1550 | 1563 | 1518 |
|               | 1975 | 2017 | 2019 | 2021 | 2022 | 2023 |